# Manfred Paul (Mediziner)
Manfred Dieter Paul  (* 23. November 1941 in Znaim, Landkreis Znaim, Reichsgau Niederdonau) ist ein Generalarzt außer Dienst (Heeresuniformträger) der Bundeswehr.

## Militärischer Werdegang
Paul absolvierte 1961 das Abitur an einem humanistischen Gymnasium Ansbach Von 1961 bis 1963 diente er als Soldat auf Zeit mit einer Verpflichtungszeit von zwei Jahren im Gebirgsjägerbataillon 232 in Berchtesgaden. Von 1963 bis 1969 studierte er Medizin in Wien und Würzburg. Ab 1965 war er Stipendiat der Bundeswehr. 1967 wurde er zum Oberleutnant der Reserve ernannt. Von 1969 bis 1970 war er als Medizinalassistent in Offenbach am Main und Ansbach tätig. Von 1971 bis 1973 war er Truppenarzt und S3/Divisionsarzt der 1. Gebirgsdivision sowie von 1973 bis 1977 Kompaniechef der 2. Sanitätskompanie des gemischten Sanitätslehrbataillons 865 (teilaktiv) in der Ernst-von-Bergmann-Kaserne in München. Als Leiter der Medical Coy der Allied Command Europe Mobile Forces (Land) der NATO nahm er an Übungen in Italien, Griechenland, Türkei, dem Vereinigten Königreich und Norwegen teil und 1976 am Erbebeneinsatz in Ostanatolien. 1977 wurde er zum Leiter des Lehrsanitätsbereichs an der Sanitätsakademie der Bundeswehr ernannt und führte in jenem Jahr das sanitätsdienstliche Einsatzkontingent in Mogadischu bei der Entführung des Flugzeugs „Landshut“. Von 1978 bis 1980 war er Inspektionschef für Einweisungslehrgänge für grundwehrdienstleistende Ärzte, Zahnärzte und Apotheker. 1979 erwarb er die Zusatzbezeichnung Sportmedizin.
Von 1980 bis 1983 war Paul Referent Referat InSan II 1 (Einsatz und Grundsatz) im Bundesministerium der Verteidigung auf der Hardthöhe in Bonn und von 1983 bis 1985 als Oberstarzt Divisionsarzt der 4. Panzergrenadierdivision. Von 1985 bis 1986 war er Korpsarzt und Korpssanitätskommandeur des Sanitätskommandos 3 des III. Korps in der Boelcke-Kaserne in Koblenz. Anschließend wurde er Referatsleiter InSan II 1. 1987 nahm er am 1. Seminar für Sicherheitspolitik und Strategie teil, dem Vorläufer der Bundesakademie für Sicherheitspolitik. 1990 besuchte er das NATO Defense College in Rom. Anschließend war er bis Ende 1994 Generalarzt des Heeres und Abteilungsleiter VI im Heeresamt in der Konrad-Adenauer-Kaserne in Köln. Ab 1995 war er Abteilungsleiter III und Generalarzt des Heeres im Heeresunterstützungskommando in Mönchengladbach bis zu seiner Versetzung in den Ruhestand im Jahr 2000.
Paul ist römisch-katholisch, verheiratet und hat zwei Söhne. Er lebt in Ansbach.
Paul ist seit 1971 Mitglied im Deutschen Bundeswehrverband.